# 古淮阴市碑
古淮阴市碑位于中国江苏省淮安市淮安区淮城街道府市口，即上坂街、北门大街、东门大街、西门大街四条街道交汇处。
淮阴市碑立于明代，纪念韩信受封淮阴侯。原立于淮阴区马头镇，明宣德年间王廷器重修，因水患移至府城，万历年间知府刘大文重修。残碑高137厘米。正面刻“淮阴市”三字，上联“王孙遗址”，下联“国士流芳”，背面刻“汉淮阴侯韩信故里”，上联“文官下轿”，下联“武官下马”。文革时期淮阴市碑被砸毁，放于市河边作为水码头的垫脚石。1987年拓宽北门大街时，残碑放于勺湖园碑林，并于府市口复建淮阴市碑。

## 保护
2006年6月9日，古淮阴市碑列为第三批淮安市文物保护单位。